# Sälen
Sälen – mała  miejscowość w Szwecji, położona w okręgu Dalarna, w gminie Malung-Sälen. Sälen zamieszkuje około 500 mieszkańców, jednakże w okresie zimowym do miasteczka, które ma rozbudowaną infrastrukturę narciarską, ściąga wielu narciarzy. Sälen to również miejsce startu jednego z największych i najstarszych w świecie biegów narciarskich – Biegu Wazów.

## Galeria

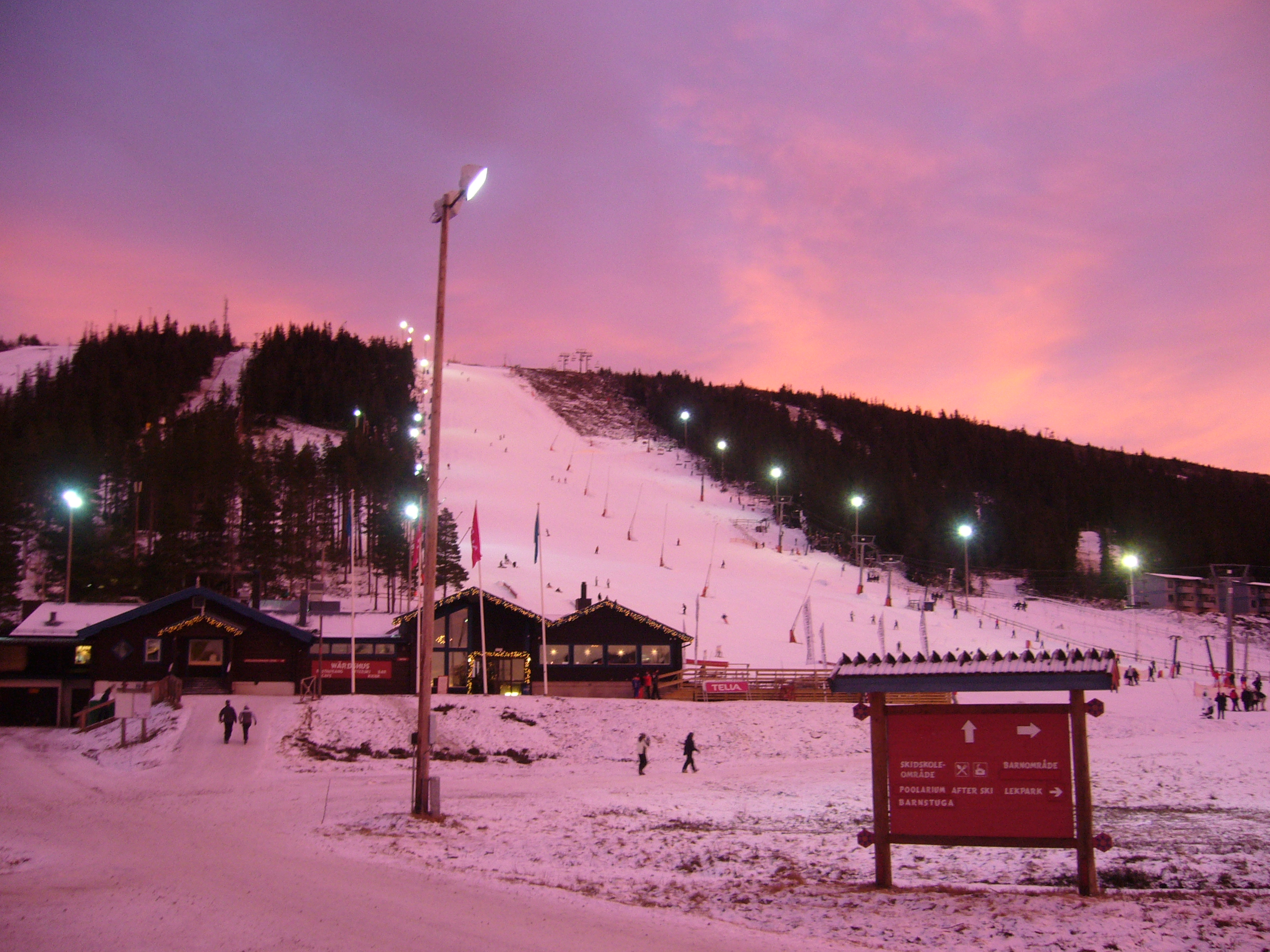
Stok narciarski w Sälen
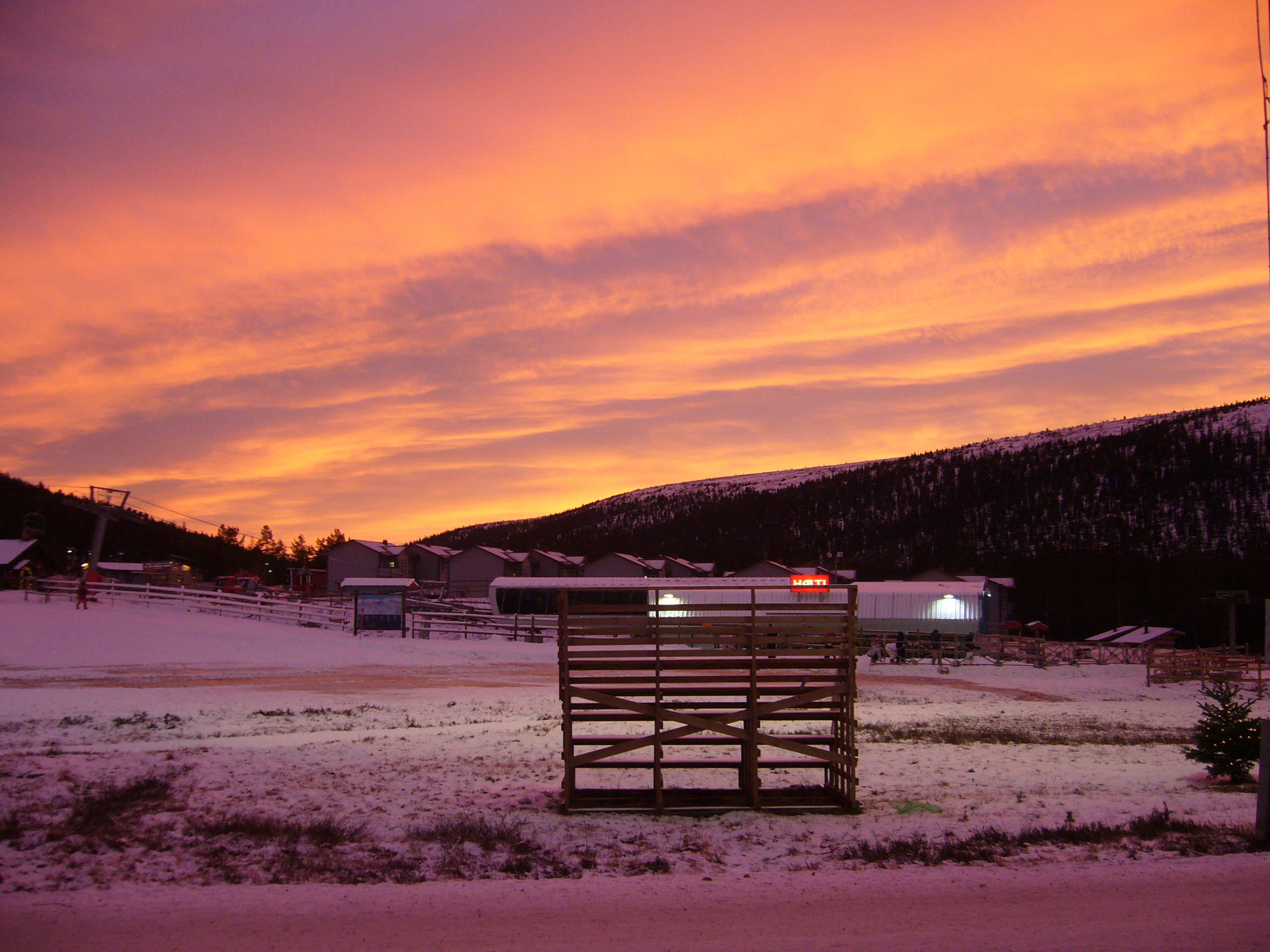
Zachód słońca w Sälen
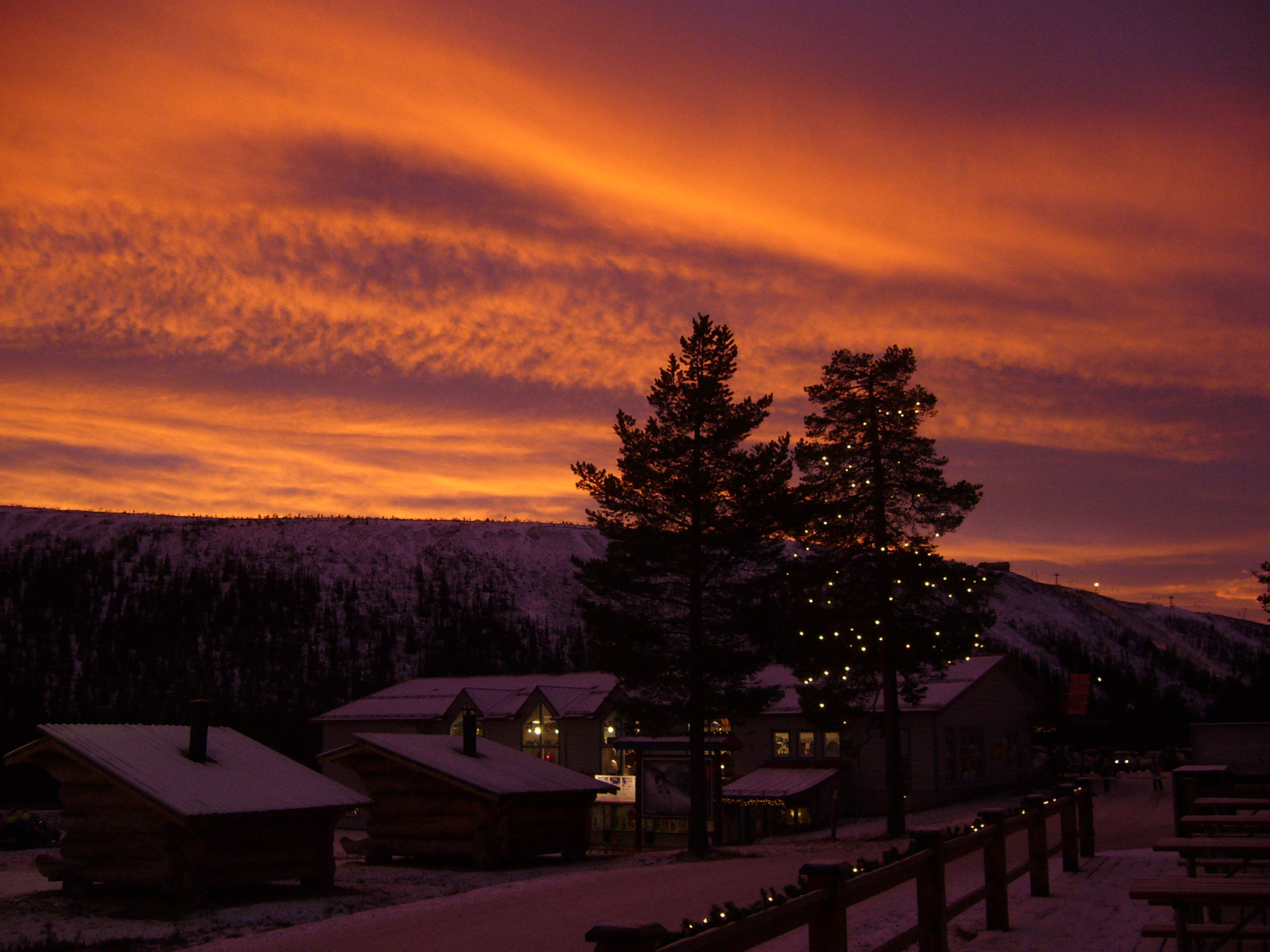
Zachód słońca w Sälen